# شبکه معماری صنعت بانکداری (بیآن)
شبکه معماری صنعت بانکداری (بیآن) (به انگلیسی: Banking Industry Architecture Network e.V. (BIAN)) یک انجمن مستقل، عضو صاحب و نه برای سود است که یک چارچوب معماری مشترک در حوزه بانکداری ایجاد و ترویج می‌کند، و در سال ۲۰۰۸ میلادی تأسیس شده‌است. هدف بیآن ایجاد یک چارچوب معنایی برای شناسایی و تعریف خدمات فناوری اطلاعات در صنعت بانکداری است. سبک معماری این چارچوب نشات گرفته شده از معماری سرویس‌گرا می‌باشد.